# Laguna Colorada

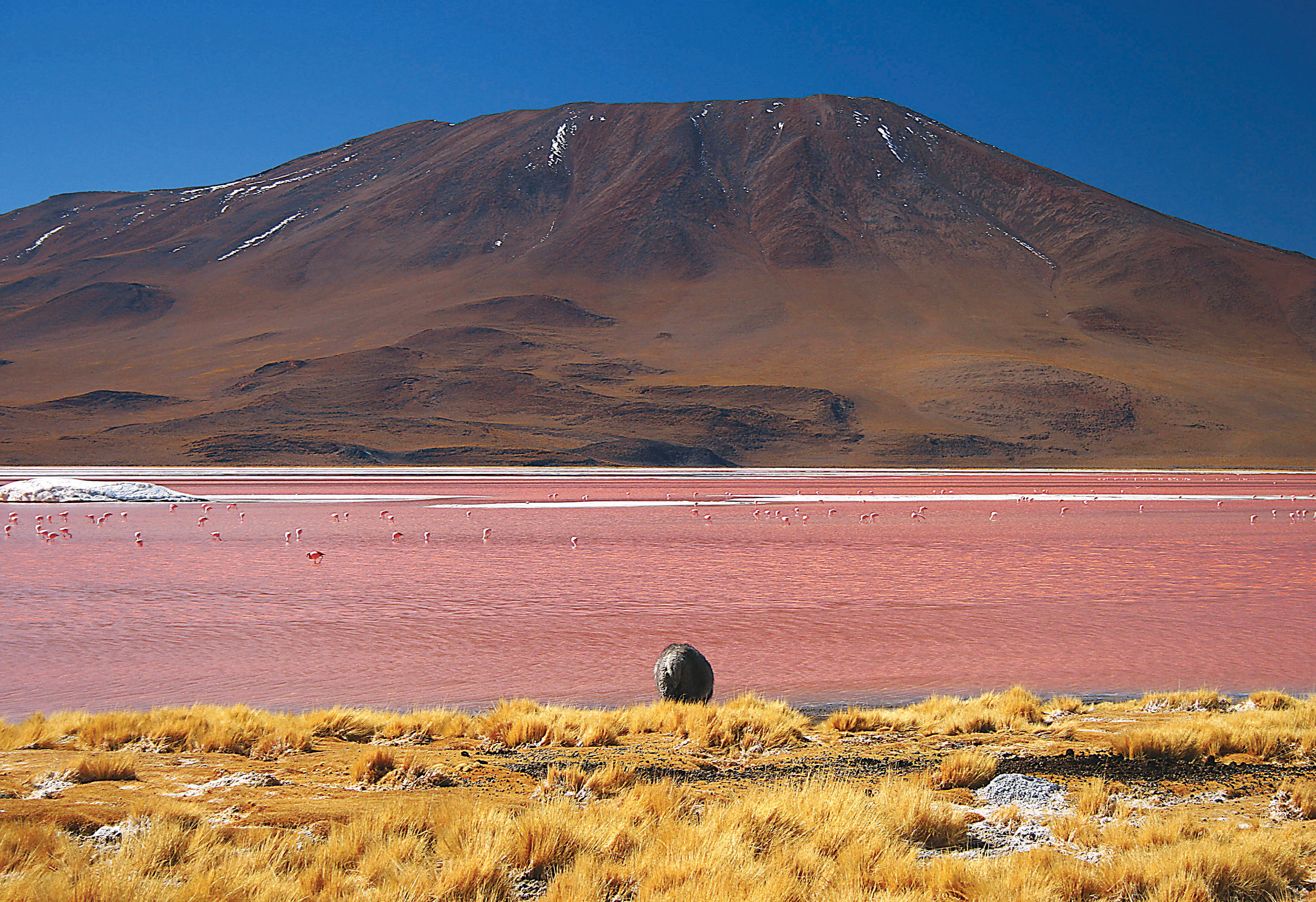
Laguna Colorada

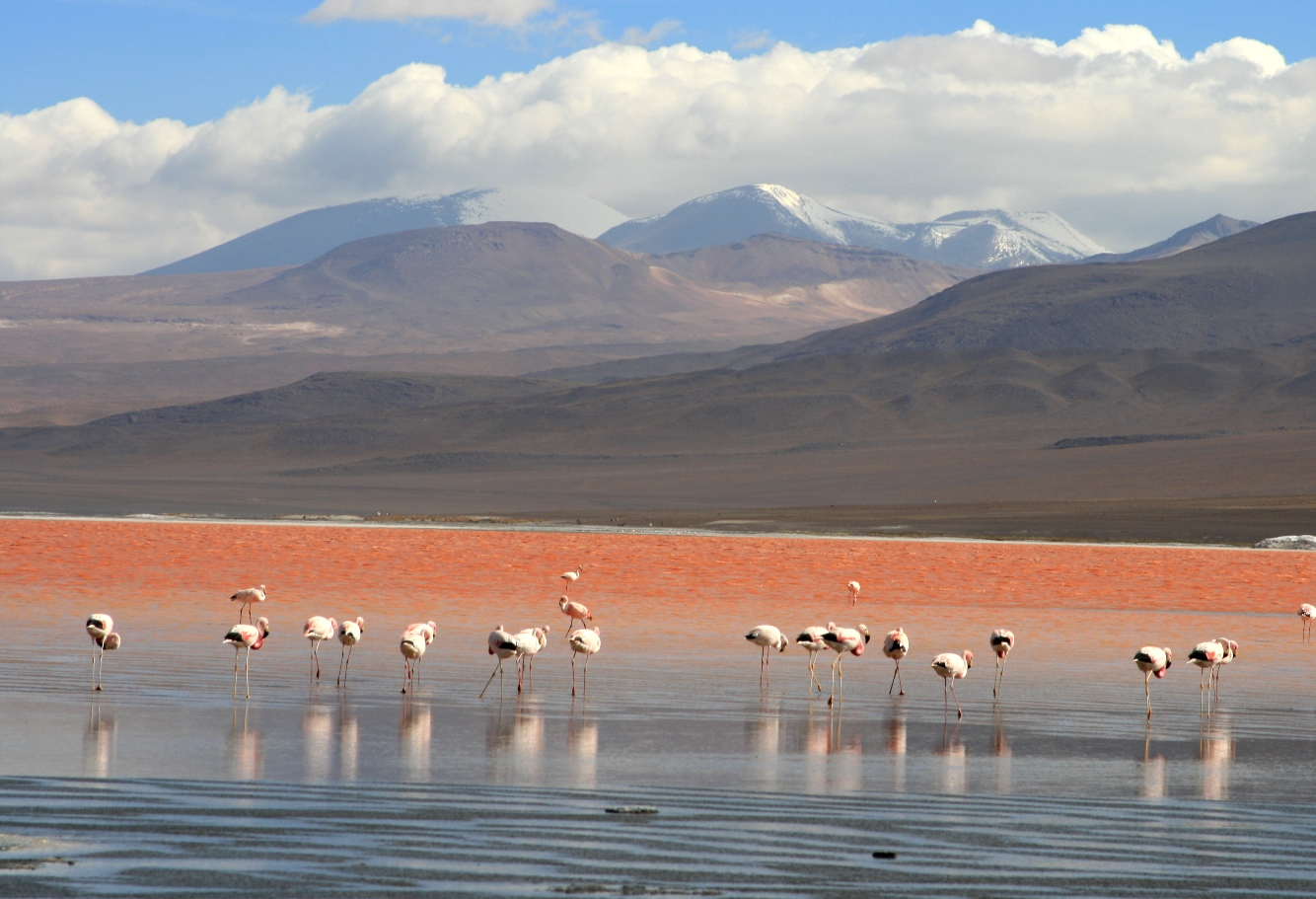
Laguna Colorada

La Laguna Colorada és una llacuna situada dins de la Reserva nacional de fauna andina Eduardo Avaroa, a la província de Sud Lípez de Bolívia, l'altiplà potosí a prop de la frontera amb Xile, a 4.560 msnm. Té unes dimensions màximes de 10,7 km de llarg per 9,6 km d'ample amb una superfície de 60 km² i una profunditat mitjana de 35 cm.
Aquesta considerada una llacuna de tipus alt andina-salina, a més conté illes de bòrax als sectors nord-est i sud-est. La coloració vermella de les seves aigües és a causa dels pigments de les algues flagel·lades, els tons de l'aigua van variant al llarg del dia en funció de l'exposició al sol i el vent, i van de marrons fins a roigs intensos.
Són un lloc de cria per als flamencs de tres espècies diferents (jamesis, andinus i chilensis), aus migratòries que es compten per milers a les seves aigües riques en minerals. La llacuna té una costa de 35 km.
Al sud, just a la frontera amb Xile, hi trobem el pic del volcà Licancabur, a 5.921 m d'altitud, a la vora de la Laguna Verde.